# Stanley Kubrick
Stanley Kubrick (født 26. juli 1928 i New York, død 7. marts 1999 i Storbritannien), var en amerikansk filminstruktør. Hans film er meget roste for deres tekniske perfektion og dybe, intellektuelle symbolisme. Som instruktør var han legendarisk for sin ubøjelige perfektionisme, hvor hver eneste scene var planlagt i mindste detalje, og dem han arbejdede sammen med, blev næsten altid presset til det yderste.

## Filmkarriere

### Tidlige film
Stanley Kubricks karriere begyndte som fotograf på New York-magasinet Look. I 1951 blev Kubrick overtalt af sin ven, Alex Singer, til at begynde at lave korte dokumentarfilm for March of Time, der leverede ugerevyer til amerikanske biografer. Han finansierede selv sin første film, dokumentarkortfilmen Day of the Fight (1951). Filmens distributør gik fallit, men han solgte den til RKO Pictures med et overskud på $100. Kubrick forlod sit faste job på Look og gik i gang med sin anden dokumentarkortfilm Flying Padre (1951), finansieret af RKO. Hans tredje film, The Seafarers (1953), Kubricks første farvefilm, var en 30 minutter lang promotionfilm for Seafarerer International Union (marinefagforening). Disse tre film plus adskillige andre kortfilm, der ikke er bevaret, udgør Kubricks eneste arbejde med dokumentargenren. I samme periode var han desuden assisterende instruktør på en episode af tv-serien Omnibus (1952), der handlede om Abraham Lincolns liv.
Med Fear and Desire fra 1953 begyndte Kubrick at koncentrere sig udelukkende om fiktionsfilm i spillefilmslængde. Fear and Desire handler om en gruppe soldater, der er fanget bag fjendens linjer i en fiktiv krig. Til sidst går det op for mændene, at deres fjenders ansigter er identiske med deres egne (rollerne spilles af de samme skuespillere). Kubrick og hans kone Toba Metz udgjorde filmholdet og manuskriptet blev skrevet af Kubricks ven Howard Sackler, der senere blev en succesfuld skuespilforfatter. Fear and Desire fik respektable anmeldelser, men var et kommercielt flop. Senere i livet var Kubrick flov over filmen, som han afviste som amatør-agtig. Han afslog at lade Fear and Desire vise ved retrospektive filmforevisninger, efter at han var blevet en etableret filmskaber. Filmen blev uofficielt udgivet på DVD, og filmskoleelever der har set den, har bekræftet, at den er 'opmuntrende dårlig'.
Kubricks ægteskab med gymnasiekæresten Toba endte under indspilningen af Fear and Desire. I 1954 blev han gift med sin anden kone, den australske danser, Ruth Sobotka. Hun havde en cameo-rolle i Kubricks næste film, Killer's Kiss (1955). Filmen handler om en ung sværvægtsbokser i slutningen af sin karriere, der bliver indblandet i organiseret kriminalitet. Ligesom Fear and Desire, er Killer's Kiss en kort spillefilm på lidt over en time, hvilket satte begrænsninger for den kommercielle og anmeldermæssige succes. Begge film blev privat finansieret af lån fra Kubricks familie.

### Det store gangsterkup(The Killing)
Alex Singer introducerede Kubrick til en ung producer, der hed James B. Harris, og de to blev venner for livet. Deres forretningsmæssige partnerskab, Harris-Kubrick Productions, finansierede Kubricks næste tre film. Harris og Kubrick købte rettighederne til Lionel White-romanen Clean Break, som Kubrick og Jim Thompson lavede til et filmmanuskript om et væddeløbsbanerøveri, der går gruelig galt. Det store gangsterkup (The Killing) med Sterling Hayden i hovedrollen, var Kubricks første film med et professionelt filmhold og professionelle skuespillere. Filmen gjorde virkningsfuldt brug af ikke-lineær tid, hvilket var usædvanligt i 1950'erne, og selvom den ikke blev nogen økonomisk succes, var den Kubricks første anmelderroste film. Den udbredte beundring for Det store gangsterkup gjorde Metro-Goldwyn-Mayer opmærksom på Harris-Kubrick Productions. Filmselskabet tilbød dem en kæmpe samling af rettighedsbeskyttede historier, som de kunne vælge fra til deres næste projekt. De valgte til sidst The Burning Secret af den østrigske forfatter Stefan Zweig. Kubrick skrev filmmanuskriptet sammen med Calder Willingham, men aftalen med MGM kollapsede før filmen kom rigtigt undervejs.

### Ærens vej(Paths of Glory)
Kubrick foreslog en filmatisering af Humphrey Cobbs roman Ærens vej (Paths of Glory). Den foregår under første verdenskrig og handler om tre uskyldige franske soldater, der sigtes for fejhed af deres generaler for at statuere et eksempel overfor de andre soldater. Kirk Douglas fik hovedrollen som oberst Dax, en menneskekærlig officer, der forsøger at forhindre mændenes henrettelser. Harris og Kubrick fik først skabt interesse om projektet, da en større stjerne som Kirk Douglas var om bord, og United Artists indvilligede i at finansiere filmen. Ærens vej blev Kubricks første kommercielle succes, og filmen fik anmelderroser, der etablerede ham som et nyt instruktørtalent. Anmelderne roste filmens usminkede kampscener og Kubricks kamerahåndtering. En scene, hvor Douglas marcherer gennem skyttegraven i ét uklippet skud, hvor kameraet bevæger sig bagud, har fået status som et klassisk eksempel, der bruges på filmskoler.
Ærens vej blev optaget i München, hvor Kubrick under indspilningen mødte og forelskede sig i den unge tyske skuespillerinde Christiane Harlan (krediteret i filmen som "Susanne Christian"), der havde den eneste kvindelige talerolle i filmen. Christiane Harlan og Kubrick blev gift inden der var gået et år og ægteskabet varede indtil Kubricks død i 1999. Udover at opfostre Christianes yngste datter Katharina (født 1953) fra hendes tidligere ægteskab, fik parret to døtre: Anya (født 1958) og Vivian (født 1960). Christianes bror, Jan Harlan, var Kubricks executive producer fra 1975.

### Spartacus
Efter hjemkomsten til USA, arbejdede Kubrick seks måneder på Marlon Brando-filmen Når mænd hader (One-Eyed Jacks, 1961). Kubrick hævdede senere, at han bliv tvunget til at forlade filmprojektet, fordi Brando selv ville instruere filmen, hvilket han endte med at gøre. Kubrick sygnede hen med manuskripter, der aldrig blev til film, indtil Kirk Douglas bad ham overtage instruktørstolen på Spartacus (1960) fra Anthony Mann, der blev fyret to uger inde i optagelserne på grund af manglede lederskab (eller sandsynligvis på grund af kunstneriske uoverensstemmelser mellem Mann og Douglas). Spartacus var baseret på en virkelig historie om et romersk slaveoprør, der er dømt til fiasko, og filmen etablerede Kubrick en gang for alle som en stor instruktør. Produktionen var dog ikke nogen lykkelig affære. Der opstod uenighed om filmen undervejs mellem Kubrick og Douglas, der både var filmens stjerne og producer. Kubrick blev frustreret over ikke at have den kreative kontrol med filmen og nægtede senere at vedkende sig filmen. Magtkampen førte til et brud mellem Douglas og Kubrick, der ellers havde udviklet et godt forhold under Ærens vej. Douglas omtalte senere Kubrick som "en talentfuld lort". Spartacus blev en kommerciel succes og blev pænt modtaget af kritikerne, men oplevelsen med som instruktør at skulle kæmpe for indflydelse på filmen, overbeviste Kubrick om at finde andre måder at arbejde med Hollywoods økonomiske ressourcer på, hvor han kunne fastholde produktionsmæssig uafhængighed af studiesystemet. Dette var en del af grunden til, at Kubrick i 1962 tog til England for at lave sin næste film.

### Lolita
I 1962 flyttede Kubrick til England for at lave filmen Lolita, og han blev boende i landet resten af sit liv. Ikke overraskende blev Lolita årsag til Kubricks første større polemik. Bogen, der handler om en kærlighedsaffære mellem en midaldrende mand og en tolv-årig pige, var allerede berygtet, da Kubrick gik i gang med filmatiseringen. Emnets vanskelighed blev i sidste ende hånet i filmens tagline: "How did they ever make a film of Lolita?". Vladimir Nabokov, bogens forfatter, skrev et 300 sider langt filmmanuskript, som Kubrick opgav. Det endelige manuskript blev angiveligt skrevet af Kubrick selv. Selvom Lolitas alder i filmen var ændret fra 12 til 14, måtte adskillige scener i den endelige film omklippes, før filmen kunne blive udgivet. Resultatet var en film, der nedtonede hvad der var blevet anset for de mere perverse aspekter i romanen og overlod noget til publikums fantasi. Skuespillerinden Sue Lyon, der spillede Lolita, var 16 da filmen blev indspillet. Kubrick har senere sagt, at hvis han havde indset fra starten hvor strenge censurens begrænsninger ville være, så havde han sikkert ikke lavet filmen. Han roste dog altid James Mason, der spillede den pædofile/ efebofile Humbert Humbert, og Kubrick omtalte ham senere som en af de skuespillere, han havde været mest glad for at samarbejde med. Lolita var også den første film, hvor Kubrick samarbejde med den britiske komiker Peter Sellers – et samarbejde der skulle vise sig at blive et af de mest succesfulde i hans karriere.

### Dr. Strangelove
Kubricks næste projekt blev kultklassikeren Dr. Strangelove eller: Hvordan jeg lærte at holde op med at bekymre mig og at elske bomben (1964), der er en filmatisering af romanen Red Alert af Peter George (under pseudonymet Peter Bryant). Kubrick skrev filmmanuskriptet sammen med Peter George og den amerikanske satiriker Terry Southern, og filmen anses for at være et mesterværk inden for sort humor. Mens Red Alert var en seriøst ment advarende historie om den kolde krig, udviklede Dr. Strangelove sig næsten ved et tilfælde til noget, som Kubrick har kaldt en mareridtskomedie (a "nightmare comedy").
Kubrick havde oprindeligt i sinde at lave filmen som en lige ud ad landevejen thriller, men opdagede at omstændighederne ved en atomkrig var så absurde, at filmmanuskriptet snart fik karakter af sort humor frem for spænding. Han omtænkte derfor filmen som en komedie og ansatte Terry Southern til at hjælpe ham med at tilvejebringe den anarkistiske ironi, som emnet krævede.
Peter Sellers, der havde spillet en mindeværdig rolle i Lolita, blev hyret til at spille hele fire roller samtidig i Dr. Strangelove. Sellers spillede i sidste ende tre af dem, delvist på grund af en benskade, og delvist på grund af vanskeligheder med at mestre bombepilot Major "King" Kongs Texas-accent. Kubrick kaldte senere Sellers' præstation "forbløffende", men begræd at hans energiniveau sjældent rakte til mere end to eller tre takes. Derfor brugte Kubrick to kameraer samtidig til at filme Sellers og lod komikeren improvisere. Dr. Strangelove nævnes ofte som en af Sellers bedste film – en film der beviste hans genialitet som komisk skuespiller.
Kubricks beslutning om at filme en koldkrigs-thriller som en sort komedie var en dristig risiko, men det betalte sig, både for ham selv og for Columbia Pictures. Samme år udsendte filmselskabet i øvrigt en anden atomkrigs-thriller Fail-Safe, som på mange måder lignede Dr. Strangelove. Kubrick overvejede at anlægge sag mod filmen, men droppede det til sidst.
Filmen skildrer en atomkrig mellem Rusland og USA, der startes ved et "uheld" som følge af den vanvittige general Jack D. Rippers (Sterling Hayden) paranoide handlinger. Filmen klipper mellem Burpleson Air Force Base, hvor kaptajn Mandrake (Peter Sellers) prøver at stoppe General Ripper, og krigsrummet ("the War Room"), hvor præsidenten (også Sellers), general Turgidson (George C. Scott) og den vanvittige tyske videnskabsmand, Dr. Strangelove (igen Sellers) prøver at stoppe (eller ikke stoppe) både de B-52 bombefly, der skal til at affyre atomvåben mod Rusland, og major Kongs (Slim Pickens) bombefly. Ken Adams designede filmens scenografi, og kulissen til "krigsrummet" betragtes som en klassiker inden for filmscenografi.
Ved at bagatellisere den politiske kulturs ukrænkelige normer som mundhuggeri mellem barnlige intellektuelle, bebudede Dr. Strangelove de kulturelle omvæltninger i slutningen af 1960'erne og blev en enorm succes blandt unge i den spirende modkultur. Filmen fik fire Oscarnomineringer, heriblandt for bedste film og bedste instruktør samt en nominering til New York Film Critics' pris for bedste instruktør. Kubricks succes med Dr. Strangelove overbeviste filmstudierne om, at han var en unik filminstruktør – en auteur, man kunne tiltro opgaven at levere populære film, på trods af hans usædvanlige idéer.

### Rumrejsen år 2001
Kubrick brugte de næste fem år på at udvikle sin næste film, Rumrejsen år 2001 (2001: A Space Odyssey, 1968). Kubrick skrev filmmanuskriptet i samarbejde med science fiction-forfatteren Arthur C. Clarke med udgangspunkt i Clarkes novelle The Sentinel. Både Clarke og Kubrick omtalte senere hinanden i rosende vendinger.
Kubrick superviserede selv filmens special effects, der blev skabt af den legendariske special effects-pioner Douglas Trumbull (som også lavede special effects på bl.a. Blade Runner) og var banebrydende for sin tid og inspirerede mange af de efterfølgende special effects-tunge film. Rumrejsen år 2001 betragtes som en af de få film fra dengang, hvis special effects stadig overbeviser nutidens publikum. Selvom Kubrick i sin karriere fik adskillige oscarnomineringer som instruktør, manuskriptforfatter og producer, var det netop hans ansvar for special effects på Rumrejsen år 2001, der skaffede ham hans eneste oscar-statuette.
Filmen var også bemærkelsesværdig for brugen af klassisk musik som Richard Strauss' Also Sprach Zarathustra og Johann Strauss' An der schönen blauen Donau. Endnu mere bemærkelsesværdigt var Kubricks valg af musik skrevet af den samtidige avant-garde komponist, ungareren György Ligeti. Kubricks anvendelse af den hidtil mindre kendte Ligetis musik – heriblandt Atmosphere, Lux Aeterna og Requiem – var med til at etablere Ligeti i offentligheden som en af Europas vigtigste komponister i den sidste del af det 20. århundrede. Filmmusikken i Rumrejsen år 2001 var enestående for sin tid, ikke mindst fordi musikken er en essentiel del af filmen og ikke blot akkompagnerer eller understreger handlingen.
Rumrejsen år 2001 markerede et vendepunkt i Kubricks filmkarriere, hvor han tog afsked med mainstream-filmen og den klassiske Hollywood-fortællemåde. Filmen har ingen dialog i den første og sidste halve time, og dialogen i resten af filmen overskygges af filmens billeder og lydspor. Historien er svær at afkode i størstedelen af filmen, og den flertydige slutning forvirrer og fascinerer publikum selv i dag. Filmen er Kubricks mest eksperimenterende film, men på trods af filmens uortodokse karakter, blev den både en kommerciel succes og et kultfænomen inden for popkulturen. Succesen indfandt sig dog først efter nogle uger uden den store opsigt, indtil rygtet om den bemærkelsesværdige film begyndte at sprede sig. Billetsalget var elendigt i de første to uger, og havde det ikke været for en 6-ugers kontrakt med biograferne, ville filmen måske ikke have fået gavn af den megen omtale. Filmen var nær blevet taget af plakaten, og ifølge Jack Nicholson havde Kubrick ved premieren talt i alt 217 personer, der forlod biografen (inklusiv chefen for filmselskabet). Paradoksalt nok lykkedes det Kubrick at opnå total kreativ kontrol med sine film overfor Hollywood, netop ved at få succes med en af de "vanskeligste" film, der nogensinde er blevet frigivet til bred biografdistribution.
Rumrejsen år 2001 er muligvis Kubricks mest berømte og indflydelsesrige film. Steven Spielberg har kaldt den sin generations "Big Bang", der fokuserede deres opmærksomhed på rumkapløbet. Kubricks pionerindsats inden for special effects fik indflydelse på blandt andre Ridley Scott og George Lucas i film som Alien og Star Wars. Rumrejsen år 2001 er specielt bemærkelsesværdig ved det, at den er en af de få film, der fremstiller tidsrejser på en så realistisk måde som muligt. For eksempel er der ingen reallyd i rumscenerne, vægtløsheden overholdes, og når karaktererne i filmen har rumdragter på, hører man ofte kun skuespillernes vejrtrækning. Den eneste fejl i denne henseende er indendørsscenerne på månen, hvor tyngdekraften fremstår som på jorden, selvom der ikke nævnes noget om "kunstig" tyngdekraft.
Filmens temaer og fornemmelsen af noget gådefuldt er med til at gøre filmen seværdig, selv i dag. Filmens primære temaer er: livets oprindelse og mening, superintelligente computere, liv i rummet, søgen efter Gud og en plads i universet samt genfødsel og evolution. Alle disse temaer sammenkædes i filmen og fremstilles på en kunstnerisk flertydig måde, der gør filmen egnet til debat og eftertanke, selv i det 21. århundrede. Der er skrevet hele bøger om fortolkninger af filmen, og selv Arthur C. Clarke har officielt sagt, at han ikke præcis ved, hvor Kubrick var på vej hen med filmen, og at 90% af filmen var Kubricks vision.

### Napoleon
Kubricks næste projekt var en storstilet film om Napoleon. Han foretog grundig research, læste hundredvis af bøger om den franske general og skrev et foreløbigt filmmanuskript. Kubrick gik på udkig efter locations og planlagde at optage store dele af filmen på de historiske steder i Napoleons liv. I sine noter til kapitalindskyderne, som er bevaret i The Kubrick Archives, skrev han, at han ikke var sikker på, hvordan Napoleon-filmen ville blive, men at han forventede at skabe "den bedste film nogensinde". Projektet blev dog i sidste ende aflyst, delvist på grund af de uoverkommelige omkostninger ved at optage en så ambitiøs film on location samt udgivelsen i vesten af Sergej Bondartjuks episke filmatisering af Tolstoys Krig og fred (1968) og det svigtende billetsalg til en anden Napoleon-film,  Waterloo (1970). Manuskriptet til Kubricks film er siden dukket op på internet, og en stor del af den historiske research til filmen fik indflydelse på Kubricks senere film Barry Lyndon, der foregår sidst i 1700-tallet lige før Napoleon-krigene.

### A Clockwork Orange
I stedet for Napoleon, ledte Kubrick efter et filmprojekt, som han kunne lave hurtigt og med et mindre budget. Det blev filmen A Clockwork Orange (1971), baseret på romanen af Anthony Burgess. Filmen er en mørk og ofte chokerende udforskning af vold i samfundet, og handler om teenageren og hooliganen Alex DeLarge (spillet af Malcolm McDowell), der lystigt myrder, stjæler og voldtager uden den mindste smule dårlig samvittighed. Han bliver fængslet og gennemgår psykiatrisk behandling, der gør ham ude af stand til at udøve voldelige handlinger. Men behandlingen gør ham også totalt hjælpeløs og ude af stand til at træffe moralske valg. A Clockwork Orange er muligvis Kubricks mest kontroversielle og berygtede film.

### Barry Lyndon
Kubricks næste film blev Barry Lyndon (1975). Den er en filmatisering af romanen The Luck of Barry Lyndon af William Makepeace Thackeray om en hasardspiller sidst i 1700-tallet, der langsomt indynder sig i samfundets fine kredse. Den blev en af Kubricks mindre succesfulde film, på trods af stærke skuespillerpræstationer, Kubricks innovative fotografering og sans for historisk korrekte detaljer og fire oscarstatuetter. Filmen blev et flop i de amerikanske biografer, men fandt et stort publikum i Europa og specielt i Frankrig. Som med de fleste Kubrick-film, er Barry Lyndon dog også blevet mere anerkendt med årene, specielt blandt filmskabere som Martin Scorsese og Steven Spielberg.

### Ondskabens hotel(The Shining)
Kubricks arbejdstempo faldt efter Barry Lyndon, og hans næste film, Ondskabens hotel (The Shining), fik først premiere i 1980. Ondskabens hotel var en filmatisering af Stephen Kings horrorroman om en mislykket forfatter (spillet af Jack Nicholson), der tager jobbet som bestyrer på Overlook Hotel, dybt inde i Colorado-bjergene. Jobbet indebærer, at han sammen med sin kone og søn tilbringer en vinter på hotellet, der er totalt isoleret fra omverdenen. Hans søn, Danny, har telepatiske og synske evner (the shining) og ser glimt af fortidige og fremtidige begivenheder. Hotellet begynder at vise drengen mere og mere skræmmende fantasmagoriske billeder, mest berømt er genfærdene af to små piger, der blev myrdet året før af deres far, den tidligere bestyrer. Jack bliver gradvist drevet til vanvid, eller besat, af spøgelseshotellet.
Ondskabens hotel er blevet en kultfilm blandt horrorfans og nævnes ofte sammen med Eksorcisten på lister over de bedste horrorfilm nogensinde.

### Full Metal Jacket
Full Metal Jacket fra 1987 er baseret på romanen Kun kort tid (originaltitel: The Short-Timers) af forfatteren Gustav Hasford.
En gruppe unge mænd ydmyges, presses og umenneskeliggøres på en kaserne i USA med det formål at gøre dem klar på rekordtid til at blive sendt til Vietnam. Ikke alle klarer det at blive sendt til østen, og ikke alle der bliver sent af sted ville ønske de var blevet det

### Eyes Wide Shut
Eyes Wide Shut fra 1999 har Tom Cruise og Nicole Kidman, som på tidspunktet for optagelserne var gift, i hovedrollerne. Filmen tog mere end et år at optage og var Stanley Kubricks sidste, han døde 4 dage efter han havde afleveret den færdigklippede film. Filmen er baseret på bogen Traumnovelle af Arthur Schnitzler.

## Filmografi
- Day of the Fight (1951)
- Flying Padre (1951)
- The Seafarers (1953)
- Fear and Desire (1953)
- Dræberkysset (Killer's Kiss, 1955)
- Det store gangsterkup (The Killing, 1956)
- Ærens Vej (Paths of Glory, 1957)
- Spartacus (1960)
- Lolita (1962)
- Dr. Strangelove (Dr. Strangelove or: How I Learned to Stop Worrying and Love the Bomb, 1964)
- Rumrejsen år 2001 (2001: A Space Odyssey, 1968)
- A Clockwork Orange (1971)
- Barry Lyndon (1975)
- Ondskabens hotel (The Shining, 1980)
- Full Metal Jacket (1987)
- Eyes Wide Shut (1999)